# 武安郡 (南梁)
武安郡，中国北魏时设置的郡。
- 南梁普通七年（526年）置武安郡，治所在今安徽省寿县。属于豫州，太清三年（549年）被东魏占据，东魏废除武安郡。
- 南梁中大通五年（533年）置武安郡，治所在良城县（今江苏省邳州市西北）。属于武州，大宝元年（550年）被北齐占据，北周沿置，改为武原郡，下辖武原县。隋文帝开皇三年（583年）废武原郡，武原县直属邳州。